# 黒川たくや
黒川 たくや（くろかわ たくや、1979年6月22日 - ）は、日本の実業家、写真家。
株式会社セインムー代表取締役、イデアグラス代表、日本広告写真家協会正会員の他、スタジオ事業も手掛ける。

## 人物
福井県出身。大学卒業後、新聞グラフィックの制作会社へ契約社員として入社。その後、フリーランスの写真家として活動。様々な企業と関わっていく中でブランディングやマーケティング手法を習得。その後、株式会社セインムーを立ち上げ、自身も研究員として商品開発に携わる。エビデンスと研究を基にした最先端の化粧品開発の知識を元に、成分・処方の切り口でエイジングケアについて発信を行う。
2023年5月に三度目の結婚。

## 経歴
- 2008年7月　広告製作会社　IDEA GRACE（イデアグラス）創業[4]。
- 2017年12月24日　株式会社セインムー創業[5]。

## 写真家としての経歴
- 制作会社でデザインオペレーターとして働きながら「写真こそデザインのキーだ」と感じた。そこからプロのカメラマンのアシスタントとして働くようになる。1年半アシスタントをしたあと、フリーランスで写真家活動を始める[6]。

- 2011年には「黒川たくや写真展」を神戸で開催[7]。

- 教育機関での講師経験もある[8]。

## アートワーク・個展
- 2011年3月　黒川たくや×タクヤ★クロカワ二人同一人物☆ファッションフォト×アートフォト　写真展」[新神戸オリエンタルアベニュー][9]

- 2011年6月　タクヤ★クロカワ×黒川たくや 個展写真展（2011/6/11～6/26）[大阪・西梅田 サンケイビル][9]

## 受賞歴
| 受賞年 | 賞の名称 |
| ------ | --- |
| 2011年 | ・JHA NEW COMMER OF THE YEAR-snip style ・KHA Rising Star 植村隆博氏 特別審査員賞 |
| 2010年 | ・LOREAL COLOR TOROPHY フォト審査1作品通過 ・WELLA TREND VISION フォト審査2作品通過 ・タマリス フォトコンテスト［Sweet Mix］3部門中2部門受賞 |
| 2009年 | ・LOREAL COLOR TOROPHY フォト審査2作品通過 ・WELLA TREND VISION フォト審査2作品通過 ・ミルボン フォトレボリューション 1作品受賞 ・タマリス フォトコンテスト［IMPACT］3部門中2部門受賞 ・ホットヘアデザインコンテスト フォト審査1作品通過 ・新美容90thフォトコン 1作品受賞（全国20作品） |